# Genomic Medicine Sweden
Genomic Medicine Sweden (GMS) är en svensk nationell satsning som startade 2018 med syfte att fler patienter med cancer, sällsynta ärftliga sjukdomar och infektionssjukdomar i hela Sverige ska få tillgång till bred genetisk analys för bättre diagnostik och mer individanpassad vård och behandling. GMS har sitt ursprung i Clinical Genomics faciliteterna vid Science for Life Laboratory, SciLifeLab, som bl.a. arbetar med att utveckla och anpassa breda genanalyser för sjukvården.
GMS är en samverkan mellan Sveriges sju regioner med universitetssjukvård och de sju universiteten med medicinsk fakultet i Göteborg, Linköping, Lund, Stockholm, Umeå, Uppsala och Örebro. GMS involverar också olika samhällsintressenter i ett bredare samarbete: sjukvården, universiteten, SciLifeLab, näringsliv och patientorganisationer.
Satsningen finansieras av innovationsmyndigheten Vinnova som tillsammans med de sju regionerna och universiteten tillsammans kommer att satsa totalt 84 miljoner kronor under 2018-2020. Swelife har förstärkt GMS finansiering tillsammans med de sju regionerna och universiteten med total 22 miljoner under 2020-2021 för att utveckla en nationell informatikinfrastruktur för precisionsmedicin. I juli 2020 meddelade Vinnova att de tillsammans med regioner och universitet satsar ytterligare 88 miljoner kronor på utbyggnaden av GMS 2020-2021.     
GMS fokuserar på att bygga upp regionala center för genomisk medicin vid regioner med universitetssjukvård. Via dessa center kommer GMS att samordna införandet av bred genetisk analys över hela landet och därmed förbättra möjligheterna till individanpassad behandling och uppföljning med målsättningen en jämlik vård för alla patienter i Sverige. GMS bygger också en nationell databas med molekylära data samt skapar förutsättningar för etiskt och legalt säkrad datadelning.
GMS presenterades som ”Best Practice Example of Personalised Medicine Research & Implementation - From Basic Research to the Patient” vid ICPerMed konferensen i Berlin i november 2018.
Den svenska regeringens färdplan för Life Science har nämnt Genomic Medicine Sweden som ett exempel av hur Sverige satsar på precisionsmedicin. I Regeringens Life Science-strategi som publicerades december 2019 lyfts precisionsmedicin och Genomic Medicine Sweden.
Tillsammans med Barntumörbanken och med stöd av Barncancerfonden gör GMS en nationell satsning för att kunna erbjuda alla barn med cancer en rutinmässig analys av hela arvsmassan, d.v.s. helgenomsekvensering. Detta möjliggör att man kan påvisa genetiska förändringar och erbjuda en mer effektiv behandling. Barncancerfonden beskriver GMS som ett flaggskeppsprojekt för dem.